# Thomas König (Handballtrainer)
Thomas König (* 16. Oktober 1963 in Deutschland) ist ein deutscher Handballspieler und -trainer.

## Karriere
Als Jugendlicher hat König von der E- bis zur B-Jugend Handball beim VfL Neckargartach gespielt. Während seines Studiums in Mainz spielte König für die Eintracht Mombach. Später spielte er für die SF Budenheim in der Regionalliga und den TSB Heilbronn-Horkheim in der 2. Bundesliga.
In Horkheim stand König als Spielertrainer bis 1994 unter Vertrag. In der Folge wechselte er ebenfalls als Spielertrainer zum Bezirksligisten TSV Weinsberg, mit dem er über die Landesliga und die Verbandsliga 1998 in die Württembergliga aufstieg.
Im Sommer 2003 übernahm König das Traineramt des Zweitligisten TV Kornwestheim.
Im Juli 2006 wechselte König zum Zweitligisten TSG Friesenheim. In den Spielzeiten 2009/10 und 2013/14 gelang ihm mit der TSG jeweils der Aufstieg in die Bundesliga, jedoch stieg der Verein beides Mal nach nur einer Saison wieder in die 2. Bundesliga ab.
König wechselte zum 1. Juli 2015 zum Bundesliga-Aufsteiger TVB 1898 Stuttgart. In der Saison 2015/16 sicherte er sich mit dem TVB den Klassenerhalt in der Bundesliga, nach dem Saisonende wurde er jedoch beurlaubt.
Neben seiner Tätigkeit als Vereinstrainer hat König auch diverse Auswahlmannschaften betreut, so war er zum Beispiel HVW-Landestrainer weiblicher Bereich.

## Sonstiges
König hat ein Sportstudium an der Johannes Gutenberg-Universität Mainz absolviert und wurde als Jahrgangsbester ausgezeichnet. Neben seiner Tätigkeit als Trainer ist er auch als Sportlehrer beschäftigt.
Thomas König ist verheiratet und hat zwei Söhne, die ebenfalls als Handballspieler aktiv sind. Sowohl Sven König als auch Jan König spielen für den TSV Weinsberg in der Oberliga.